# Nexuiz

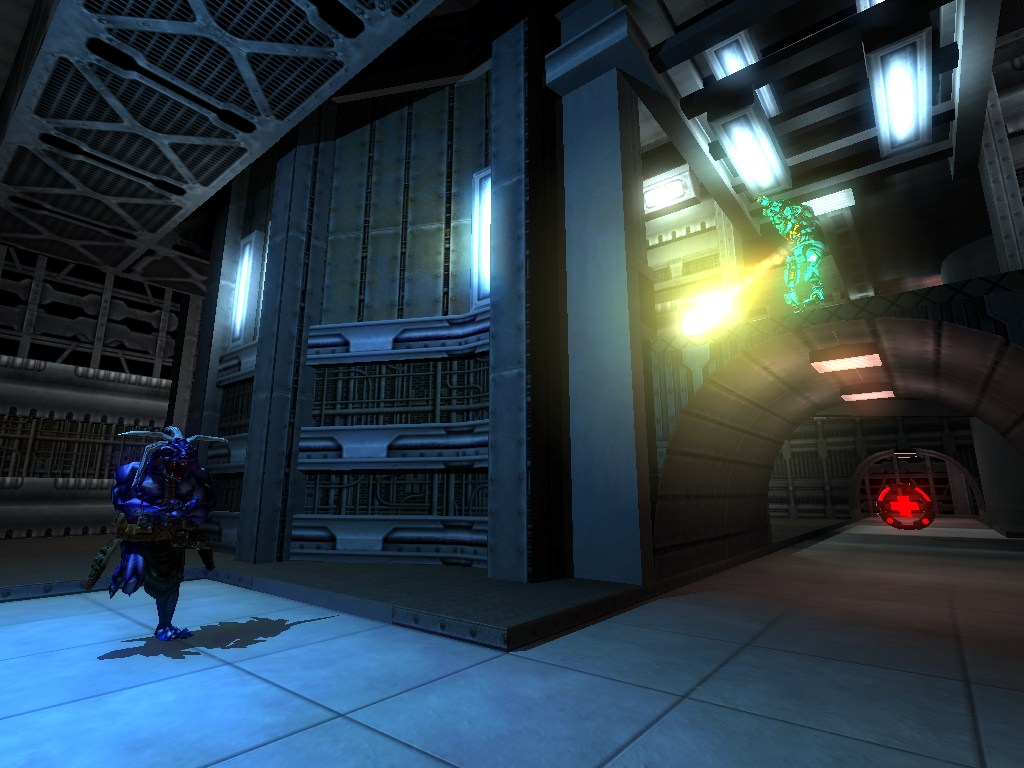
Screenshot ze hry

Nexuiz je open source first-person shooter od Alientrap Software. Verze 1.0 byla vydána 31. května 2005, aktuální verze 2.3 vyšla 31. května 2007. Nexuiz používá engine DarkPlaces, což je značně upravený Quake engine.,

## Přehled
Nexuiz se snaží vrátit ke kořenům deathmatche rychlým tempem hry a vyváženými zbraněmi. V aktuální verzi je 9 zbraní a 24 oficiálních map a 15 modelů hráče.
I když se Nexuiz nesnaží být graficky na výši, obsahuje řadu efektů jako korony, blooming, dynamické světla a stíny, shadery OpenGL 2.0, offset mapping a HDR rendering. Efekty lze samozřejmě pro starší hardware vypnout.
Nexuiz se zaměřuje na hru více hráčů, ale nabízí i hru jednoho hráče proti botům. Také podporuje většinu modifikací pro Quake, i když s různou funkčností.

## Přednosti
- Běhá na X Window System (GNU/Linux a Unix), Mac OS X a Windows
- Běhá na novém i starém hardwaru
- Futuristické sci-fi prostředí
- Multiplayer (až 64 hráčů)
- Podpora botů
- Různé režimy střelby
- Programování v QuakeC
- Používá stejný formát map jako Quake III Arena – spousta existujících nástrojů pro tvorbu
- volitelný systém osvětlení podobný Doomu 3
- pokročilý formát modelů používající kosterní animaci